# Richard Jouve
Richard Jouve (Briançon, 25 oktober 1994) is een Franse langlaufer. Hij vertegenwoordigde zijn vaderland op de Olympische Winterspelen 2018 in Pyeongchang.

## Carrière
Jouve maakte zijn wereldbekerdebuut in januari 2015 in Otepää. Een maand na zijn debuut scoorde hij in Östersund zijn eerste wereldbekerpunten. Op de wereldkampioenschappen langlaufen 2015 in Falun eindigde de Fransman als 33e op de sprint. In maart 2015, in zijn derde wereldbekerwedstrijd, stond Jouve voor de eerste maal in zijn carrière op het podium van een wereldbekerwedstrijd. In Lahti nam hij deel aan de wereldkampioenschappen langlaufen 2017. Op dit toernooi eindigde hij als zestiende op de sprint, op de teamsprint eindigde hij samen met Lucas Chanavat op de elfde plaats. Tijdens de Olympische Winterspelen van 2018 in Pyeongchang eindigde de Fransman als zestiende op de sprint, op de teamsprint veroverde hij samen met Maurice Manificat de bronzen medaille.
Op de wereldkampioenschappen langlaufen 2019 in Seefeld eindigde Jouve als vierde op de sprint. Samen met Adrien Backscheider, Maurice Manificat en Clément Parisse sleepte hij de bronzen medaille in de wacht op de estafette, op de teamsprint eindigde hij samen met Lucas Chanavat op de vijfde plaats. In Oberstdorf nam hij deel aan de wereldkampioenschappen langlaufen 2021. Op dit toernooi eindigde hij als zevende op de sprint, samen met Lucas Chanavat eindigde hij als vierde op de teamsprint.

## Resultaten

### Olympische Spelen
| Jaar | Plaats      | Resultaten                                              |
| ---- | ----------- | ------------------------------------------------------- |
| 2018 | Pyeongchang | 16e Sprint (klassieke stijl) · Teamsprint (vrije stijl) |

### Wereldkampioenschappen
| Jaar | Plaats     | Resultaten                                                                    |
| ---- | ---------- | ----------------------------------------------------------------------------- |
| 2015 | Falun      | 33e Sprint (klassieke stijl)                                                  |
| 2017 | Lahti      | 16e Sprint (vrije stijl) 11e Teamsprint (klassieke stijl)                     |
| 2019 | Seefeld    | 4e Sprint (vrije stijl) · 5e Teamsprint (klassieke stijl) · 4×10 km estafette |
| 2021 | Oberstdorf | 7e Sprint (klassieke stijl) 4e Teamsprint (vrije stijl)                       |

### Wereldbeker
Eindklasseringen
| Seizoen   | Algm | DI  | SP  | TdS |
| --------- | ---- | --- | --- | --- |
| 2014/2015 | 76e  | -   | 34e | -   |
| 2015/2016 | 39e  | 86e | 14e | -   |
| 2016/2017 | 64e  | -   | 24e | -   |
| 2017/2018 | 33e  | -   | 8e  | DNF |
| 2018/2019 | 27e  | 91e | 9e  | DNF |
| 2019/2020 | 33e  | -   | 11e | DNF |
| 2020/2021 | 27e  | 63e | 6e  | 45e |

Wereldbekerzeges
| Nr. | Datum           | Plaats      | Onderdeel                |
| --- | --------------- | ----------- | ------------------------ |
| 1.  | 9 december 2022 | Beitostølen | Sprint (klassieke stijl) |
| 2.  | 28 januari 2023 | Les Rousses | Sprint (vrije stijl)     |